# Triumfetta pedunculata
Triumfetta pedunculata är en malvaväxtart som beskrevs av De Wild.. Triumfetta pedunculata ingår i släktet triumfettor, och familjen malvaväxter. Inga underarter finns listade i Catalogue of Life.